# قوانین حمایت از خبرنگاران در ایالات متحده
قوانین حمایت از خبرنگاران در ایالات متحده مجموعه‌ای از مقررات هستند که برای محافظت از امتیاز خبرنگار یا جلوگیری از پیگرد قانونی در شرایطی که قوانین ایالتی با یکدیگر تفاوت دارند، به‌ویژه در موضوعاتی مانند سقط جنین، وضع شده‌اند.
امتیاز خبرنگار (Reporter's privilege) به حقی اشاره دارد که رسانه‌ها می‌توانند از آن استفاده کنند تا از افشای اطلاعات و/یا منابع اطلاعاتی که در فرایند گردآوری و انتشار خبر به‌دست آورده‌اند، خودداری کنند. در حال حاضر، دولت فدرال ایالات متحده آمریکا هیچ قانون سراسری در زمینهٔ حمایت از خبرنگاران تصویب نکرده است، اما اکثر ایالت‌های آمریکا دارای قوانین حمایت از خبرنگاران یا سازوکارهای مشابه برای حمایت از آن‌ها هستند.

## تعریف
قانون حمایت از خبرنگار قانونی است که به خبرنگاران در دادگاه‌های ایالتی اجازه می‌دهد تا در برابر اجبار برای افشای اطلاعات یا منابع محرمانه محافظت شوند. هیچ قانون حمایت فدرالی در این زمینه وجود ندارد و قوانین ایالتی نیز از نظر دامنهٔ اجرا با یکدیگر متفاوت‌اند. با این حال، به‌طور کلی، هدف این قوانین چنین است: «یک خبرنگار نمی‌تواند مجبور به افشای منبع خود شود.»
در نتیجه، این قوانین امتیازی برای خبرنگاران قائل می‌شوند که بر اساس آن، خبرنگار نمی‌تواند به‌واسطهٔ احضاریه یا دستور دادگاه مجبور شود دربارهٔ اطلاعات مطرح‌شده در یک گزارش خبری یا منبع آن اطلاعات شهادت بدهد. برخی از قوانین حمایت حتی در صورتی‌که اطلاعات یا منبع در جریان انتشار خبر افشا شده باشد، چه محرمانه باشند و چه نباشند، نیز از خبرنگار محافظت می‌کنند.
بسته به حوزهٔ قضایی، این امتیاز ممکن است کامل یا مشروط باشد و ممکن است علاوه بر خبرنگار، شامل دیگر افراد درگیر در فرایند تهیه و انتشار خبر مانند ویراستار یا ناشر نیز بشود. با این وجود، این قوانین حفاظت مطلق را تضمین نمی‌کنند.

## پیشینه
بحث بر سر اینکه آیا خبرنگاران می‌توانند احضار شوند و مجبور به افشای اطلاعات محرمانه باشند، نخستین‌بار در سال ۱۹۷۲ و در جریان پروندهٔ مشهور برنزبرگ علیه هیز در دیوان عالی ایالات متحده آمریکا مطرح شد. پل برنزبرگ خبرنگار روزنامهٔ Courier Journal در لویی‌ویل (کنتاکی) بود که گزارشی دربارهٔ مادهٔ مخدر حشیش تهیه کرد. او در روند تهیهٔ این گزارش، با دو نفر از شهروندان محلی که این ماده را تولید و مصرف کرده بودند، ملاقات کرد. چون فعالیت آن‌ها غیرقانونی بود، برنزبرگ به آن‌ها قول داد که هویت‌شان را فاش نکند.
پس از انتشار مقاله، هیئت منصفهٔ محلی با صدور احضاریه‌ای از برنزبرگ خواست تا هویت منابعش را فاش کند. برنزبرگ از این کار خودداری کرد و به متمم اول قانون اساسی آمریکا و اصل آزادی مطبوعات استناد کرد.
دیوان عالی در تصمیمی با رأی ۵ به ۴ اعلام کرد که رسانه‌ها از نظر قانون اساسی، حق محافظت مطلق در برابر افشای اطلاعات محرمانه در دادگاه ندارند. با این حال، دادگاه تأکید کرد که دولت باید «به‌طور قانع‌کننده نشان دهد که میان اطلاعات مورد نظر و موضوعی با منافع مهم و اساسی دولتی، رابطه‌ای محکم وجود دارد».
این حکم گرچه معیاری سخت‌گیرانه‌تر برای احضار خبرنگاران در دادگاه تعیین کرد، اما نتوانست یک سابقهٔ فدرال روشن در مورد حقوق خبرنگاران در حفظ محرمانگی منابع ایجاد کند؛ بنابراین، دادگاه‌های مختلف در طول سال‌ها آن را به شیوه‌های متفاوتی تفسیر کرده‌اند.
```
برای نمونه، دادگاه تجدیدنظر حوزه سوم ایالات متحده از رأی برنزبرگ یک امتیاز مشروط از متمم اول استنتاج کرده است. در پروندهٔ 
رایلی علیه شهر چِستِر
، دادگاه حکم داد که حق خبرنگار برای محافظت از منابعش می‌تواند در صورتی نقض شود که طرف مقابل بتواند با ارائهٔ مدارک کافی نشان دهد: برای دسترسی به اطلاعات از سایر راه‌ها تلاش کرده است؛ تنها دسترسی ممکن به اطلاعات، از طریق خبرنگار و منبع اوست؛ اطلاعات مورد نظر برای پرونده حیاتی است. شمارهٔ پرونده: 612 F.2d 708 (حوزه سوم، ۱۹۷۹).
[
۵
]
```

## قوانین ایالتی
رویکرد ایالت‌های مختلف ایالات متحده نسبت به حفاظت از امتیاز خبرنگار با یکدیگر تفاوت دارد. تا سال ۲۰۱۸، ۴۹ ایالت و منطقه کلمبیا نوعی از حمایت را برای خبرنگاران فراهم کرده‌اند. از میان آن‌ها، ۴۰ ایالت (به‌همراه منطقه کلمبیا) دارای قانون حمایت از خبرنگاران (Shield Law) هستند.
این قوانین در ایالت‌های مختلف با یکدیگر متفاوت‌اند. برخی از آن‌ها فقط در رسیدگی‌های حقوقی (مدنی) اعمال می‌شوند و نه در پرونده‌های کیفری. برخی دیگر، خبرنگاران را تنها از افشای منابع محرمانه محافظت می‌کنند، ولی نه سایر اطلاعات را. در برخی ایالت‌ها، علاوه بر قوانین مصوب، رویه‌های قضایی نیز به نفع خبرنگاران شکل گرفته‌اند که عمدتاً مبتنی بر تفسیرهای قانون اساسی هستند. تنها ایالتی که نه قانون و نه سابقهٔ قضایی در این زمینه دارد، ایالت وایومینگ است.

## مسائل کنونی
طرفداران قوانین حمایت از خبرنگاران معتقدند که این قوانین باعث می‌شود گردآورندگان اخبار بتوانند بدون ترس از پیگرد، وظایف خود را به‌درستی انجام دهند و مانع از تعارض میان قوانین ایالتی و اخلاق حرفه‌ای روزنامه‌نگاری می‌شوند. آن‌ها همچنین تأکید دارند که به دلیل تفاوت میان قوانین ایالتی، باید یک قانون حمایتی فدرال وجود داشته باشد تا از بروز تضاد میان ایالت‌ها جلوگیری شود.
در مقابل، مخالفان می‌گویند این قوانین نوعی امتیاز ویژه به خبرنگاران می‌دهند، در حالی که هیچ شهروندی نباید بتواند از اجرای احضاریه دادگاه سر باز زند. همچنین، مخالفان به دشواری در تعریف این‌که «چه کسی خبرنگار است و چه کسی نیست» اشاره می‌کنند و معتقدند اگر دولت به خبرنگاران امتیاز ویژه بدهد، ممکن است استقلال کامل آن‌ها زیر سؤال برود. برخی نیز معتقدند که خبرنگاران غالباً تنها در مواردی از سوی دادگاه‌های فدرال مجبور به شهادت می‌شوند که در آن موارد هم، حتی یک قانون حمایتی فدرال احتمالی نیز احتمالاً کارآمد نخواهد بود.
علاوه بر این، برخی استدلال می‌کنند که دولت فدرال از نظر قانون اساسی ممکن است اختیار کافی برای اعمال یک قانون حمایتی بر دادگاه‌های ایالتی نداشته باشد.
با این حال، بسیاری از خبرنگاران در پرونده‌های کیفری و حقوقی که هیچ ارتباطی با امنیت ملی ندارند، احضار می‌شوند تا در مورد موضوعات مختلفی که در پوشش خبری خود مطرح کرده‌اند، شهادت دهند.
در سال‌های اخیر، چندین طرح قانونی برای تصویب قانون حمایت فدرال از خبرنگاران در کنگره ایالات متحده آمریکا مطرح شده است؛ اما هیچ‌کدام از آن‌ها موفق به تصویب در سنا نشده‌اند. یکی از اصلی‌ترین دلایل مخالفت با این طرح‌ها، نگرانی از نشت اطلاعات طبقه‌بندی‌شده بوده است؛ به‌ویژه با توجه به اینکه در عصر حاضر چنین اطلاعاتی ممکن است توسط گیرندگان غیررسمی مانند ویکی‌لیکس به‌طور جهانی در اینترنت منتشر شوند، و این افراد ممکن است تحت یک قانون حمایتی نامشروط، خود را «خبرنگار» معرفی کنند.
برخی اوقات، حتی خود خبرنگاران نیز در برابر منابع خبری‌شان مصون نیستند؛ برای نمونه، زمانی که منبع می‌خواهد ناشناس باقی بماند ولی خبرنگار بخواهد نام او را افشا کند. چنین وضعیتی در پروندهٔ کوهن علیه شرکت رسانه‌ای کاولز (۱۹۹۱) پیش آمد. دیوان عالی ایالات متحده در این پرونده حکم داد که اگر توافقی میان خبرنگار و منبع وجود داشته باشد، منبع ممکن است از حق محرمانگی برخوردار باشد.
با این حال، این موضوع، یعنی افشای منابع، پیچیده‌تر نیز می‌شود، چرا که احکام صادرشده در پرونده‌های کوهن و برنزبرگ نشان می‌دهد امکان آن وجود دارد که خبرنگاری از سوی دادگاه برای افشای نام منبع احضار شود، و در عین حال، از سوی همان منبع بابت نقض تعهد محرمانگی تحت پیگرد قرار گیرد. این وضعیت مبهم باعث شده است که مطبوعات در موقعیتی حساس و متزلزل قرار بگیرند. قوانین حمایت از خبرنگاران در برخی ایالت‌ها تا حدودی به نفع خبرنگاران عمل می‌کنند، اما از آنجا که قانون فدرال در اکثر موارد حق امتیاز خبرنگاری را به رسمیت نمی‌شناسد، بسیاری از فعالان رسانه‌ای احساس می‌کنند که آزادی آن‌ها محدود شده است.
همچنین، خبرنگار می‌تواند این امتیاز را با اختیار خود از بین ببرد. چنین حالتی در پروندهٔ در پروندهٔ مایکل جی. وِنِزیا در دیوان عالی نیوجرسی رخ داد. در این پرونده، یک روزنامهٔ محلی در نیوجرسی مقاله‌ای حاوی مطالب توهین‌آمیز دربارهٔ شاکی منتشر کرد و آن مطالب را به منبعی که با نام معرفی شده بود نسبت داد. منبع مورد اشاره بعداً ادعا کرد که چنین اظهاراتی نکرده است. شاکی از روزنامه، خبرنگار و منبع مذکور شکایت کرد. خبرنگار از پاسخ دادن به سوالات در دادگاه خودداری کرد و به قانون حمایت از خبرنگار در نیوجرسی استناد کرد.
با این حال، مشخص شد که خبرنگار پیش‌تر دربارهٔ مقاله و منبع اطلاعاتی به دفتر دادستان شهرستان و یک وکیل شهرداری اطلاعات داده بود. دادگاه نیوجرسی به‌طور اتفاق آرا رأی داد که با وجود آن‌که نیوجرسی یکی از محافظت‌کننده‌ترین قوانین حمایت از خبرنگاران را دارد، اما زمانی که خبرنگار دربارهٔ منبع خود در خارج از روند گردآوری خبر صحبت کند، این امتیاز را از دست می‌دهد. دادگاه اعلام کرد:
«دارندهٔ این امتیاز نمی‌تواند هر زمان که خواست از پشت سپر خارج شود و اطلاعاتی را به فردی ارائه کند، و بعد بخواهد با پشت پنهان شدن در پشت همین سپر، از افشای همان اطلاعات برای فردی دیگر خودداری کند. خبرنگار نمی‌تواند بازی موش و گربه با این امتیاز انجام دهد.»
در نتیجه، دادگاه حکم داد که خبرنگار باید در برابر دادخواست شاکی برای شهادت، حاضر شود. پروندهٔ ونزیا به این دلیل اهمیت دارد که نخستین بار است که دادگاهی در نیوجرسی رأی به سلب امتیاز از خبرنگار طبق قانون حمایت موجود داده، و همچنین به تعریف این‌که کدام فعالیت‌ها «فرایند گردآوری خبر» محسوب می‌شوند و مشمول حفاظت هستند، پرداخته است.
در حال حاضر، دادگاه‌ها در تلاش‌اند تا معیارهای لازم برای اعمال قوانین حمایت از خبرنگار در رسانه‌های غیرسنتی مانند وبلاگ‌ها و نشریات اینترنتی را تعریف کنند. در پروندهٔ Obsidian Finance Group, LLC v. Cox، دادگاه منطقه‌ای ایالات متحده برای ناحیه اورگن حکم داد که برای برخورداری از وضعیت خبرنگاری، فرد باید معیارهای حرفه‌ای‌بودن را دارا باشد، از جمله وابستگی به رسانه‌های سنتی یا داشتن مدرک روزنامه‌نگاری. با این حال، در رأی بعدی همین پرونده روشن شد که این موارد تنها مثال‌هایی هستند و نه شرط لازم. در این پرونده، انگیزهٔ دادگاه برای عدم شناسایی متهم به‌عنوان خبرنگار، پیشنهاد او برای حذف مطالب در ازای دریافت پول عنوان شد.
در مقابل، در پروندهٔ The Mortgage Specialists, Inc. v. Implode-Explode Heavy Industries, Inc.، دیوان عالی نیوهمپشایر تعریفی بسیار گسترده از رسانه ارائه داد که شامل وبلاگ‌ها و گردآورندگان وب‌سایت نیز می‌شود و تأکید کرد که:
```
«
آزادی مطبوعات
 یک 
حق شخصی اساسی
 است که محدود به روزنامه‌ها و نشریات چاپی نمی‌شود.»
[
۱۳
]
```

در ژوئیه ۲۰۱۳، کاخ سفید پیشنهاد تصویب قانون فدرال حمایت از رسانه‌ها با عنوان قانون جریان آزاد اطلاعات (Free Flow of Information Act) را مطرح کرد.
بر اساس این طرح، میزان حمایت از خبرنگاران به نوع پرونده بستگی داشت:
- در **پرونده‌های حقوقی**، بیشترین سطح حفاظت اعمال می‌شد و شاکیان باید ثابت می‌کردند که نیاز آن‌ها به اطلاعات از منافع عمومی در گردش آزاد اخبار مهم‌تر است.
- در **پرونده‌های کیفری عادی**، خبرنگار باید با معیار «روشن و قانع‌کننده» اثبات می‌کرد که منافع عمومی در آزادی اطلاعات بر نیاز نهادهای اجرایی ارجحیت دارد.
- در **پرونده‌های امنیت ملی**، این حفاظت به‌شدت کاهش می‌یافت. اگر دادستانی بتواند نشان دهد که اطلاعات مورد نظر ممکن است برای جلوگیری از حمله تروریستی یا تهدید امنیت ملی مفید باشد، قاضی اجازه نداشت با آزمون توازن (balancing test) احضاریه را لغو کند.

همچنین این قانون پیش‌بینی می‌کرد که در مواردی که دولت قصد دریافت اطلاعات تماس از شرکت‌های مخابراتی را دارد، باید ابتدا رسانه را مطلع کند تا فرصت مقابله قانونی داشته باشد. البته امکان تأخیر در اطلاع‌رسانی بین ۴۵ تا ۹۰ روز نیز برای موارد خاص پیش‌بینی شده بود، مثلاً زمانی که اطلاع‌رسانی زودهنگام ممکن بود روند تحقیقات را به خطر بیندازد.
با این حال، این طرح شامل یک استثنا نیز بود: در مواردی که افشای اطلاعات منجر به تهدید امنیت ملی شود، خبرنگاران می‌توانند احضار شوند.

## قانون PRESS
قانون حفاظت از خبرنگاران در برابر جاسوسی سوءاستفاده‌گرانه ایالتی (به انگلیسی: Protect Reporters from Exploitative State Spying Act یا به‌اختصار PRESS Act، شماره لایحه: S.2074) یک قانون فدرال دوحزبی پیشنهادی در ایالات متحده است که با هدف محافظت از محرمانگی منبع خبرنگار طراحی شده است. این قانون شامل استثناهای مشخص و منطقی برای مواردی نظیر تروریسم، وضعیت‌های اضطراری جدی یا هنگامی است که خود خبرنگار مظنون به ارتکاب جرم باشد.
در ژانویه ۲۰۲۴، مجلس نمایندگان ایالات متحده این قانون را به‌طور یک‌صدا تصویب کرد. این لایحه تعریف گسترده‌ای از «خبرنگار مشمول قانون» ارائه می‌دهد و شامل هر کسی می‌شود که در گردآوری، تهیه، گزارش و انتشار اخبار یا اطلاعات مرتبط با منافع عمومی فعالیت دارد. در نتیجه، هم خبرنگاران حرفه‌ای و هم رسانه‌های نوظهور و غیرسنتی از حمایت در برابر احضاریه‌ها برخوردار خواهند بود.
تا اکتبر ۲۰۲۴، این لایحه در انتظار بررسی در کمیته قضایی سنای ایالات متحده بود، جایی که حمایت دوحزبی (دموکرات و جمهوری‌خواه) از آن وجود داشت، از جمله حمایت سه سناتور جمهوری‌خواه. با این حال، گروهی کوچک از سناتورهای محافظه‌کار، از جمله تام کاتن (جمهوری‌خواه از آرکانزاس)، با آن مخالفت کرده‌اند و معتقدند که این قانون ممکن است به توانایی نهادهای قضایی و امنیت ملی برای اجرای قانون آسیب بزند.

## موضوعات مرتبط
در سال‌های اخیر، تلاش گسترده‌تری از سوی خبرنگاران برای تصویب قوانین حمایتی فدرال آغاز شده است، که یکی از محرک‌های اصلی آن ماجرای ماجرای افشای نام والری پلیم (Plame Affair) بود. در آن ماجرا، چند خبرنگار که نام والری پلیم (مأمور مخفی سیا) را افشا کرده بودند، از سوی دولت تحت فشار قرار گرفتند تا منابع خود را معرفی کنند. یکی از این خبرنگاران، جودیت میلر از روزنامهٔ نیویورک تایمز، در سال ۲۰۰۵ به دلیل امتناع از افشای منبع، به مدت ۸۵ روز زندانی شد.
مسئله‌ای دیگر که همچنان مورد بحث است این است که آیا خبرنگاران باید از قوانین امنیت ملی مستثنا شوند یا خیر. برخی، از جمله گابریل شوئنفلد، معتقدند که خبرنگاران نیز باید مانند سایر شهروندان تابع قوانین امنیت ملی باشند و حق ندارند به‌طور نامحدود در مورد مسائل طبقه‌بندی‌شده و امنیتی گزارش منتشر کنند.

## قوانین حمایت برای پزشکان
در سال ۲۰۲۳، مقاله‌ای در نشریهٔ Columbia Law Review منتشر شد که به بررسی راه‌هایی می‌پرداخت که قوانین حمایت می‌توانند از پزشکانی که در ایالت‌های ممنوع‌کنندهٔ سقط جنین به بیماران خدمات ارائه می‌کنند، حمایت کنند.
پس از انتشار این مقاله، چندین ایالت در ایالات متحده قوانینی را برای حمایت از پزشکان تصویب کردند. تا ژوئیه ۲۰۲۳، پانزده ایالت چنین قوانینی را اجرا کرده بودند، و پنج ایالت نیز مقررات خاصی برای پزشکی از راه دور تصویب کرده بودند. این مقررات از پزشکانی که برای بیماران در ایالت‌های ممنوع‌کننده سقط جنین، دارو تجویز و ارسال می‌کردند، محافظت می‌کردند.
از ۱۸ ژوئن ۲۰۲۳، سازمان Aid Access ارسال دارو به بیماران در سراسر ایالات متحده را آغاز کرد؛ این داروها از سوی پزشکانی که در آن پنج ایالت دارای مقررات پزشکی از راه دور مجاز بودند، تجویز می‌شدند و دیگر نیازی به ارسال دارو از کشورهای دیگر نبود. پیش‌بینی می‌شد که با اجرایی‌شدن این قوانین، نبردهای حقوقی در دادگاه‌ها بر سر مشروعیت آن‌ها آغاز شود. قابل توجه است که این قوانین فقط از پزشکان محافظت می‌کنند و بیماران همچنان در صورت سقط جنین خودمدیریت‌شده ممکن است تحت پیگرد قانونی قرار گیرند.

## مطالعهٔ بیشتر
- گنت، اسکات (۲۰۰۷). ما اکنون همگی خبرنگاریم: دگرگونی مطبوعات و بازآرایی قانون در عصر اینترنت. نیویورک: Free Press. شابک ۹۷۸-۰-۷۴۳۲-۹۹۲۶-۸.
- «راهنمای ایالتی به امتیاز خبرنگار برای رسانه‌های دانشجویی». Student Press Law Center. ۲۰۱۰. دریافت‌شده در ۲ ژانویه ۲۰۱۲.